# 七三分け
七三分け（しちさんわけ）とは、人間の典型的な髪型の1つである。
髪の毛を左右どちらか片側から7対3に分けること。

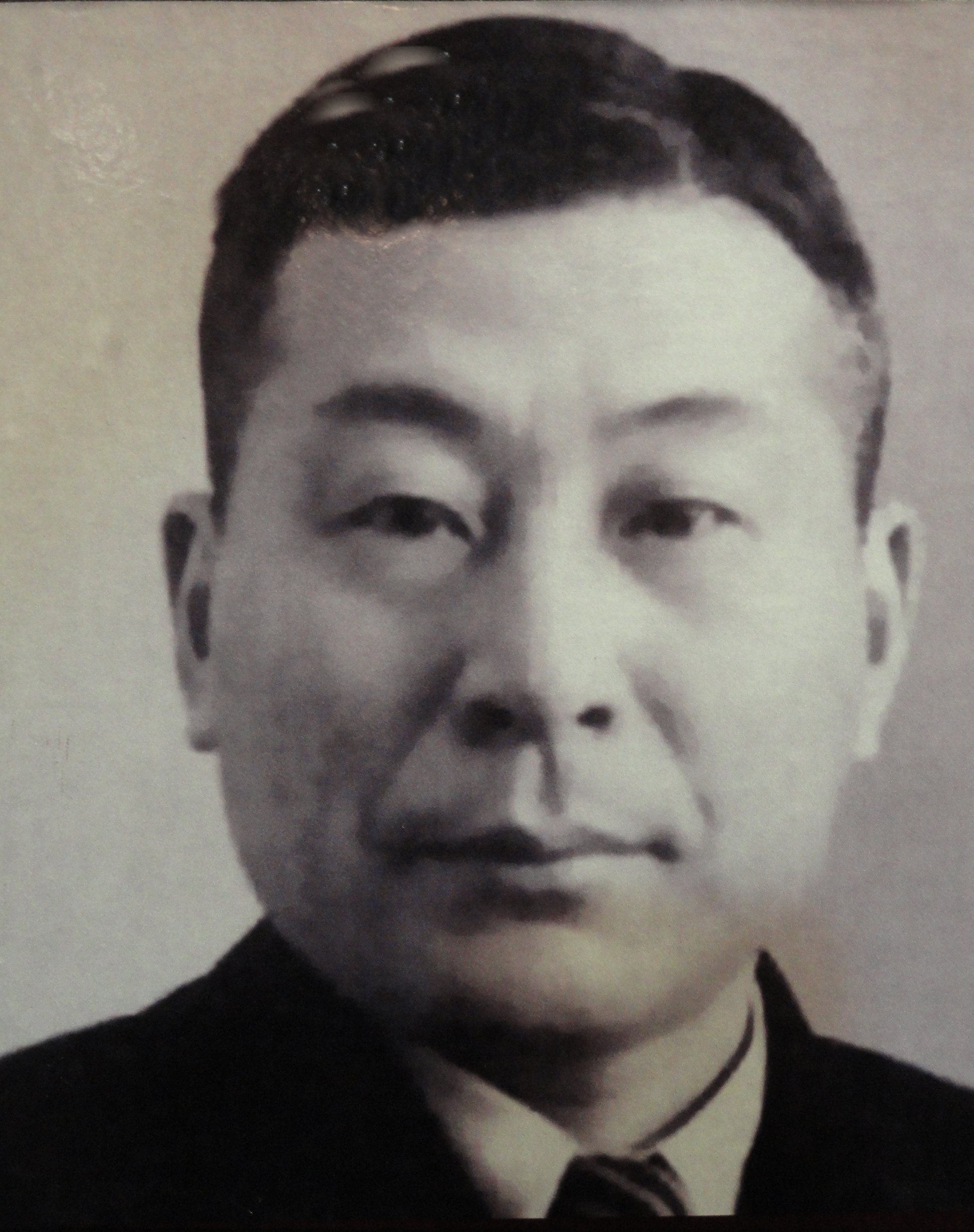
杉原千畝
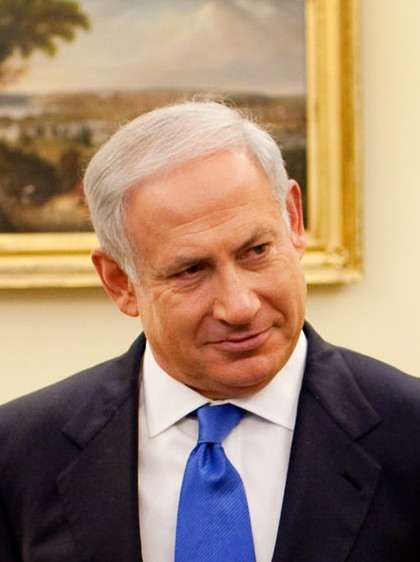
ベンヤミン・ネタニヤフ（八二分けのComb over）
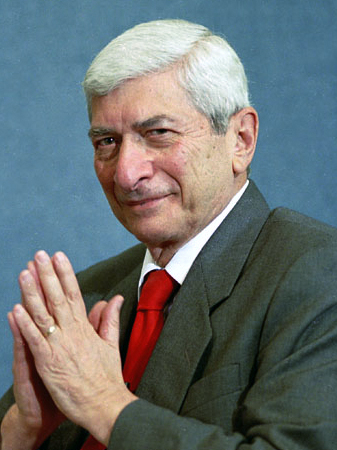
Marvin Kalb
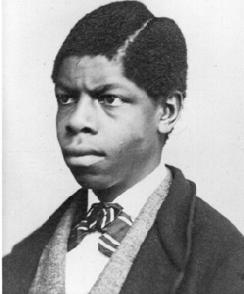
Theophilus Thompson
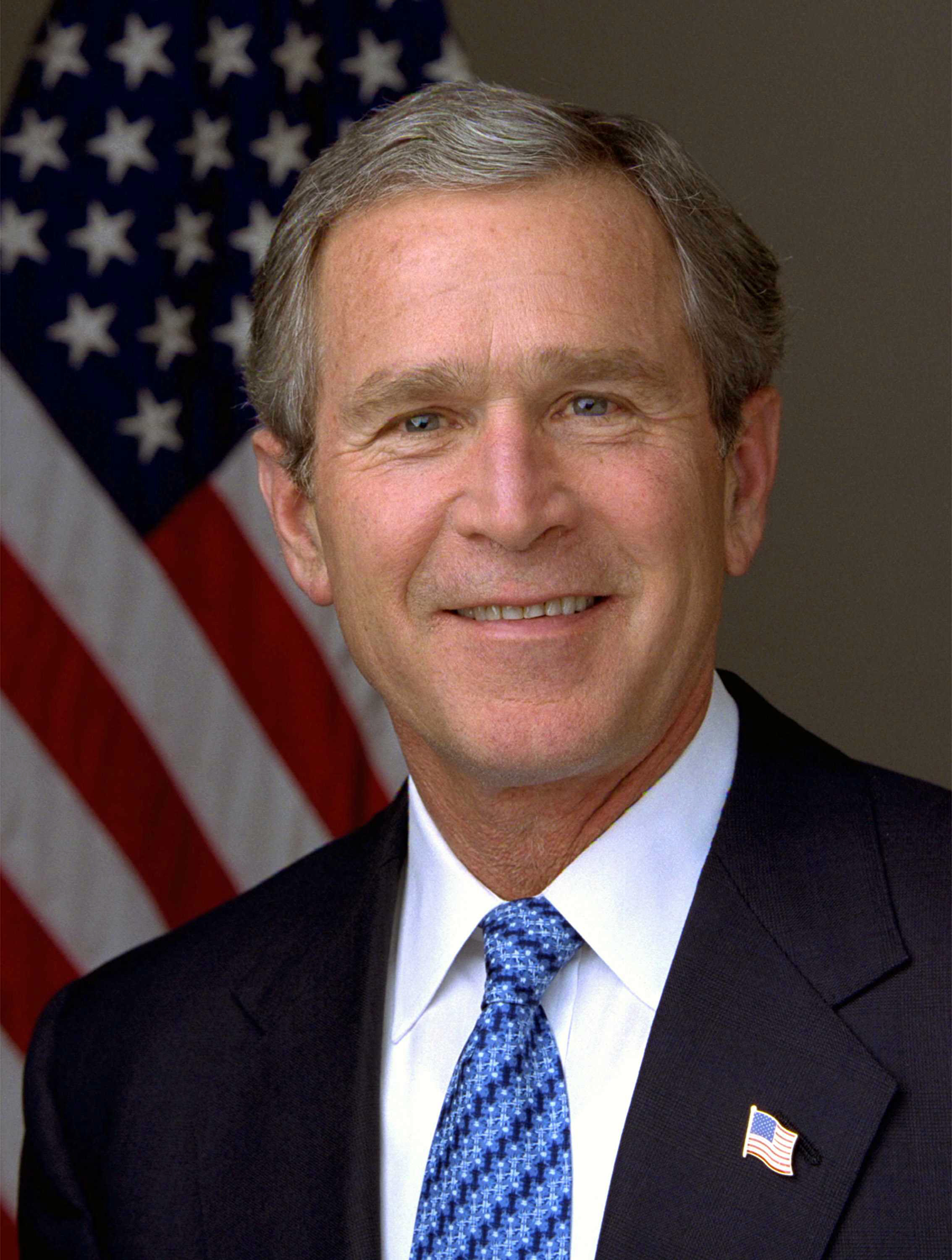
ジョージ・W・ブッシュ
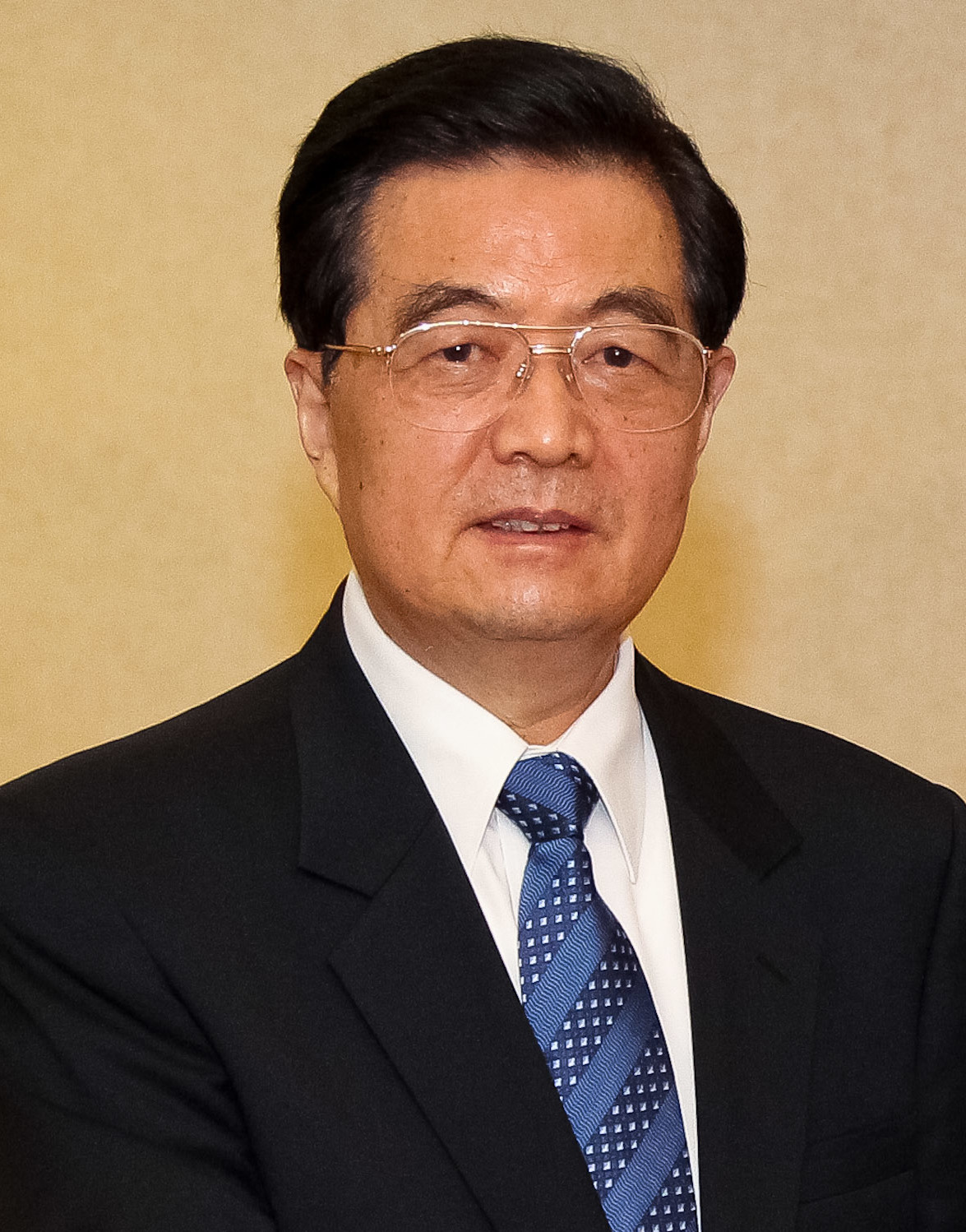
胡錦濤
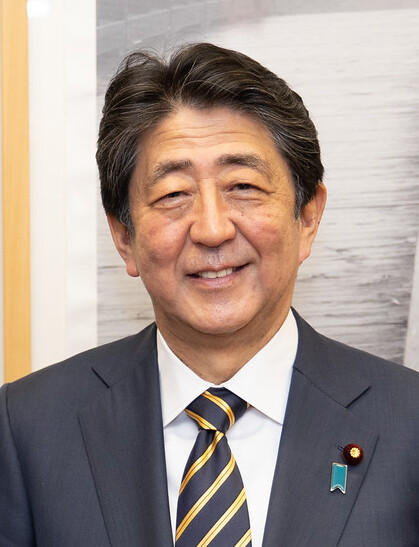
安倍晋三
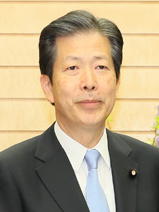
山口那津男
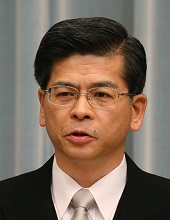
石井啓一
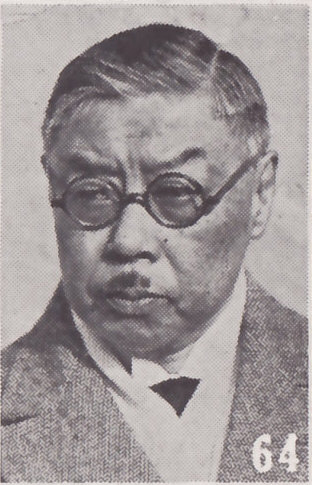
顔恵慶
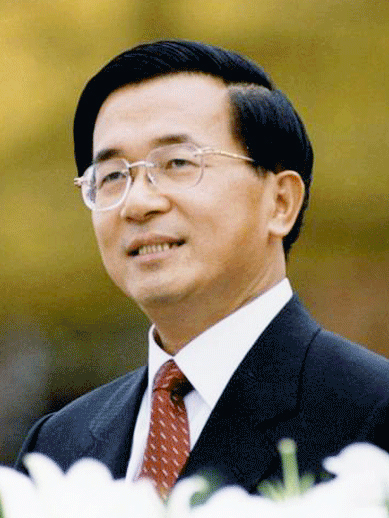
陳水扁